# Amél-Marduk
Amél-Marduk, (bibliai héber alakjában Evil-merodach: "Marduk embere" uralkodott Kr. e. 562 – Kr. e. 560) az Újbabiloni Birodalom egyik királya, II. Nabú-kudurri-uszur fia és közvetlen utódja volt. Alig két évig uralkodott, ebből az időszakból nem sok esemény ismeretes. Az Ószövetség szerint ő engedte szabadon a bebörtönzött lázadó júdai királyt, Jójákint rabságából. Bérósszosz szerint a sógora, Nergal-sar-uszur vezetésével meggyilkolták.